# Нюйоркска фондова борса
Нюйоркската фондова борса (на английски: New York Stock Exchange, NYSE) е най-голямата фондова борса за ценни книжа на света и втората по брой компании. Тя е създадена на 17 май 1792 г. и се намира на Уол Стрийт в Ню Йорк, САЩ.
На Нюйоркската борса се търгуват ценни книжа на над 1500 компании с пазарна капитализация над 10,1 трилиона щатски долара (в тях работят над 25 млн. души).
Борсата има 1366 члена, като в съвета на директорите участват 27 души. Местата се откупуват от желаещите да ги заемат, като през 2003 г. цената на място в директорския съвет се е търгувало за 1 350 000 щатски долара.

## История
Основите на Нюйоркската фондова борса са поставени от 24 брокери, събрали се (според легендата) под сянката на един западен чинар (на английски: Buttonwood) на Уол Стрийт (съвременното схващане е, че срещата е станала в хотел „Кори“), за да приемат вътрешен кодекс за поведение и фиксирани комисионни – т.нар. Buttonwood Agreement. Необходимостта от такъв кодекс е предизвикана от първия за Уолстрийт спекулативен скандал (Panic of 1792 – финансова криза) от началото на 1792 г., при който основни действащи лица са Уилям Дуър и неговият агент Джон Пинтард. По-късно сделките се сключват в разположената на средата на Уол Стрийт сграда Tontine Coffee House, където брокерите създават офиси. През 1817 г. организацията се превръща в New York Stock Exchange Board, на която се предлагат акции на ЖП компании, индустриални предприятия и други ценни книжа. През 1863 г. името се сменя на New York Stock Exchange. През 1903 г. борсата се премества в нова сграда на номер 11, където е разположена и до днес.